# Mike Werner (Fußballspieler)
Mike Werner (* 13. Februar 1971 in Spremberg) ist ein ehemaliger deutscher Fußballspieler und heutiger -trainer. Als Spieler war er für seine klassische Vokuhila-Frisur bekannt.

## Karriere
Der Brandenburger spielte im Nachwuchs für Energie Cottbus und ab 1984 für Vorwärts Frankfurt. Bei den Frankfurtern gab er dann in der Saison 1987/88 schon mit 17 Jahren sein Debüt in der DDR-Oberliga. Nach seinem Wechsel zum FV Motor Eberswalde spielte er zunächst in der Bezirksliga, nach dem Aufstieg 1990 in der DDR-Liga.
In der Winterpause 1991 wechselte Werner zurück in die Oberliga zu Hansa Rostock. An der Ostsee absolvierte er von 1991 bis 1996 neun Oberligaspiele, zwei Spiele in der Fußball-Bundesliga sowie 100 Spiele in der 2. Fußball-Bundesliga, in denen ihm drei Tore gelangen. In der Saison 1990/91 wurde er letzter ostdeutscher Meister und Pokalsieger. Sein größter Erfolg in der Bundesliga war der sechste Platz mit Hansa Rostock in der Saison 1995/96.
Nach einem Kreuzbandriss musste der 27-fache Junioren-Nationalspieler 1996 seine Karriere als Fußballprofi beenden. Später spielte er für die unterklassige TSV Graal-Müritz, bevor er 2001 zum Verbandsligisten TSG Neustrelitz wechselte. Nach dem gelungenen Aufstieg spielte Werner noch 19-mal in der Oberliga. Nach seinem Abschied im Jahr 2003 zog es ihn weiter zum PSV Ribnitz-Damgarten, dessen 1. Mannschaft er seit seinem endgültigen Karriereende im Mai 2005 als Trainer betreut. Inzwischen ist das Team unter seiner Leitung in die Landesliga Mecklenburg-Vorpommern aufgestiegen. Beim PSV ist er zudem noch in der Altherren-Mannschaft als Spieler aktiv.
Im Juni 2010 kehrte Mike Werner als ehrenamtlicher C-Jugendtrainer zu Hansa Rostock zurück und assistierte Juri Schlünz.  Im Winter 2013 heuerte Werner für ein Jahr als Trainer bei der TSV Graal-Müritz in der Landesliga Mecklenburg-Vorpommern an. Von Juli bis November 2017 war er als Co-Trainer beim FC Pommern Stralsund tätig. Seit 2020 ist er abermals Trainer beim Polizei SV Ribnitz-Damgarten.